# Huxelhydrus
Huxelhydrus es un género de coleópteros adéfagos  perteneciente a la familia Dytiscidae. 

## Especies
- Huxelhydrus syntheticus	Sharp 1882
- Huxelhydrus virgatus	Broun 1893